# Corallimorphidae
Corallimorphidae é uma família de cnidários antozoários da ordem Corallimorpharia.

## Géneros
- Corallimorphus Moseley, 1877
- Corynactis Allman, 1846
- Pseudocorynactis den Hartog, 1980